# Keraban de stijfhoofdige
Keraban de stijfhoofdige (Kéraban-le-têtu) is een roman van de Franse schrijver Jules Verne en beschrijft de lotgevallen van Keraban, een Turkse handelaar in tabak, die weigert een nieuwe taks te betalen om de Bosporus over te steken en daarom, in het gezelschap van andere personages, een reis onderneemt van Constantinopel (Istanboel) naar Scutari rond de Zwarte Zee.
De roman bevat enkele passages die zeer vrouwonvriendelijk zijn.

## Belangrijkste personages
- Keraban, een uiterst koppig, Turks handelaar in tabak.
- Van Mitten, Rotterdammer die toevallig zijn zakencontact Keraban ging bezoeken in Istanboel en nu onverwachts mee op reis moet.
- De Bruin, knecht van Van Mitten.
- Ahmet, neef van Keraban.
- Amasia, de verloofde van Ahmet.
- Saffar, de aartsvijand van Keraban.